# Liste des plages de Formentera
Cet article présente la liste des plages de Formentera, une les îles Baléares.
| Nom                                                                               | Sol et environnement      | Longueur × largeur (m) | Localisation                                               | Code        | Image                                      |
| --------------------------------------------------------------------------------- | ------------------------- | ---------------------- | ---------------------------------------------------------- | ----------- | ------------------------------------------ |
| Platja des Cavall d'en Borràs o Cala d'en Borràs                                  | Sable, naturel protégé    | 500 × 35               | Formentera 38° 44′ 31″ N, 1° 25′ 50″ E                     | PL-IB-86017 | Platja des Cavall d'en Borràs (Formentera) |
| Platja de ses Illetes o platja de ses Xalanes                                     | Sable, naturel protégé    | 450 × 60               | Formentera 38° 45′ 05″ N, 1° 26′ 00″ E                     | PL-IB-86018 | Platja de ses Illetes (Formentera)         |
| Platja de n'Adolf, Pas de n'Adolf o des Trucadors, i es Pas o Pas de s'Espalmador | Sable, naturel protégé    | 700 × 30               | Formentera Es Trucadors 38° 45′ 26″ N, 1° 26′ 06″ E        | PL-IB-86001 | Pas d'en Adolf (Formentera)                |
| Platja de s'Alga i Racó de s'Alga                                                 | Sable, naturel protégé    | 1.000 × 90             | Formentera S'Espalmador 38° 46′ 48″ N, 1° 25′ 45″ E        | PL-IB-86019 | Platja de s'Alga (Formentera)              |
| Platja de Llevant, platja des Trucadors o platja de ses Salines                   | Sable, naturel protégé    | 1.450 × 90             | Formentera Es Trucadors 38° 44′ 48″ N, 1° 26′ 20″ E        | PL-IB-86003 | Platja de Llevant (Formentera)             |
| Sa Roqueta                                                                        | Sable, naturel protégé    | 560 × 20               | Formentera 38° 43′ 57″ N, 1° 26′ 48″ E                     | PL-IB-86004 |                                            |
| Platja de ses Canyes                                                              | Sable, naturel protégé    | 85 × 12                | Formentera 38° 43′ 49″ N, 1° 27′ 01″ E                     | PL-IB-86007 |                                            |
| Es Pujols: platja des Pujols, platja des Fonoll Marí i platja des Pou             | Sable, semiurbain protégé | 690 × 25               | Formentera 38° 43′ 33″ N, 1° 27′ 19″ E                     | PL-IB-86005 | Es Pujols (Formentera)                     |
| Cala en Baster                                                                    | Rochers, naturel          | 150 × 20               | Formentera 38° 42′ 09″ N, 1° 28′ 40″ E                     | PL-IB-86006 | Cala en Baster (Formentera)                |
| Costa des Carnatge o Platja de Tramuntana                                         | Rochers, naturel protégé  | 2.000 × 30             | Formentera 38° 41′ 32″ N, 1° 29′ 24″ E                     | PL-IB-86008 |                                            |
| Ses Platgetes: platgeta d'Aprop, d'Enmig i de Més Enllà                           | Sable, semiurbain         | 100 × 30               | Formentera Caló de Sant Agustí 38° 40′ 43″ N, 1° 30′ 49″ E | PL-IB-86009 | Ses Platgetes (Formentera)                 |
| Caló des Mort                                                                     | Sable, naturel protégé    | 100 × 20               | Formentera 38° 39′ 28″ N, 1° 31′ 11″ E                     | PL-IB-86022 |                                            |
| Sablels o s'Sablel: es Valencians, platja des Copinyar                            | Sable, naturel protégé    | 3.000 × 60             | Formentera Platja de Migjorn 38° 40′ 09″ N, 1° 30′ 18″ E   | PL-IB-86021 | Sablels (Formentera)                       |
| Platja de Migjorn: es Mal Pas, es Ca Marí, es Còdol Foradat, s'Sablel             | Sable, naturel protégé    | 3.500 × 40             | Formentera 38° 40′ 58″ N, 1° 28′ 26″ E                     | PL-IB-86020 | Platja de Migjorn (Formentera)             |
| Cala Saona                                                                        | Sable, naturel            | 140 × 120              | Formentera 38° 41′ 35″ N, 1° 23′ 21″ E                     | PL-IB-86011 | Cala Saona (Formentera)                    |
| Estany des Peix                                                                   | Sable, semiurbain protégé | 1.000 × 10             | Formentera 38° 43′ 34″ N, 1° 24′ 47″ E                     | PL-IB-86015 | Estany des Peix (Formentera)               |